# Hrvatski demokratski savez Slavonije i Baranje
Hrvatski demokratski savez Slavonije i Baranje (kratica HDSSB) je hrvatska parlamentarna politička stranka desnog centra, ali i jasno nacionalno i regionalno usmjerena. Utemeljitelj programa Udruge građana HDSSB-a je Branimir Glavaš, koji je bio i predsjednik Zajednice udruga HDSSB-a, kao pokreta za Slavoniju i Baranju za 5 slavonskih županija, a predsjednik stranke, Hrvatskog demokratskog saveza Slavonije i Baranje je Branimir Glavaš. Inače, kratica i udruge građana i političke stranke je ista HDSSB. (razlika je samo u punom nazivu udruge i stranke koje se razlikuju u riječi "SABOR i SAVEZ". Prvi predsjednik Hrvatskog demokratskog saveza Slavonije i Baranje (HDSSB) bio je Krešimir Bubalo od svibnja 2006. do lipnja 2007.g.

## Politički profil
U Programu HDSSB-a navodi se svrha stranke: okupljanje, angažiranje i političko djelovanje građana u skladu s ciljevima i programima svekolikog napretka regije Slavonije i Baranje, te oblikovanja i izražavanja političkih, socijalnih, gospodarskih, nacionalnih, kulturnih, obrazovnih i ekoloških uvjerenja i ciljeva te drugih interesa tog područja, unutar Republike Hrvatske, s ciljem povećanja kvalitete življenja na području Slavonije i Baranje.
HDSSB utemeljuje i provodi svoju djelatnost na moralnim, etičkim i socijalnim vrijednostima i najvišim vrednotama ustavnog poretka Republike Hrvatske kao polaznoj osnovici izgradnje i funkcioniranja društvene zajednice i njezinih institucijskih oblika.
U svom programu obilježavaju sljedeće značajke i usmjerenja: 
- regionalna,
- nacionalna,
- proeuropska,
- demokratska.

U gospodarskoj politici posebno ističu načelo socijalno-tržišnog gospodarstva i politiku regionalnog gospodarskog razvoja posebice područja od posebne državne skrbi i nerazvijenih područja regije.

## Povijest
HDSSB osnovana je nakon političkog razlaza suosnivača i dugodišnjeg političara Hrvatske demokratske zajednice Branimira Glavaša i predsjednika HDZ-a Ive Sanadera 2005. godine.
Povod za razlaz bilo je neuvrštenje investicijskih projekata iz državnog proračuna za razvoj Slavonije i Baranje. Branimir Glavaš osniva nezavisnu listu za gradsko vijeće Osijeka i županijsku skupštinu Osječko-baranjske županije te dobiva podršku gotovo cjelokupne organizacije Hrvatske demokratske zajednice i Mladeži HDZ-a u toj županiji. Na izborima za oba predstavnička tijela odnosi pobjedu (županija: 27%, grad: 25%), a HDZ mora podnijeti teški poraz (županija: 14%, grad 8%). Zajedno s Hrvatskom strankom prava stupa u koaliciju i njegova lista dobiva župana, a HSP gradonačelnika Antu Đapića.
Nakon izbora dolazi do osnivanja Hrvatskog demokratskog sabora Slavonije i Baranje (HDSSB). Na ponovljenim izborima za gradsko vijeće Požega i Slavonskog Broda njegova stranka uspije ulazak u vijeća. U proljeću 2007. zbog političkog sukoba s Anton Đapićem oko financiranja športske dvorane raskida se koalicija te se dva puta ponavljaju izbori za gradsko vijeće.
Na parlamentarnim izborima 2007. godine HDSSB u IV. i V. izbornoj jedinici osvaja tri zastupnička mjesta i ponovno postaje parlamentarna stranka s vlastitim klubom zastupnika. Četiri godine kasnije, 2011.godine za vrijeme dok se Branimir Glavaš nalazi u zatvoru HDSSB osvaja 6 mandata. Na izborima 2015. godine HDSSB osvaja 2 saborska mandata, a na izvanrednim parlamentarnim izborima 11.rujna 2016.g. osvaja 1 mandat. U HDSSB-u je nakon izvanrednih izbora 24.listopada 2016.g. od strane Vladimira Šišljagića i Dinka Burića pokušan stranački "puč" koji nije uspio, a posljedica pokušaja puča bilo je trenutno isključenje Šišljagića, Burića i njihovih sljedbenika iz HDSSB-a. Nepunu godinu dana kasnije (29.lipnja 2017.), nakon lokalnih izbora dotadašnji predsjednik Dragan Vulin, s još nekoliko svojih sljedbenika, napuštaju stranku i sa sobom odnose HDSSB-ove mandate i proglašavaju se nezavisnim vijećnicima. Stranku preuzima dotadašnji utemeljitelj, Branimir Glavaš koji je i saborski zastupnik HDSSB-a u mandatu 2016-2020. god.
Na parlamentarnim izborima 2020. član HDSSB-a Josip Salapić s liste HDZ-a osvaja mandat u Hrvatskom saboru, no stavlja mandat na mirovanje i zamjenjuje ga Maja Grba Bujević iz HDZ-a.

## Izborni rezultati
| Izbori | U koaliciji s | Broj birača        | %                  | Broj zastupnika u saboru | Promjena     | Dio Vlade?    |
| Izbori | U koaliciji s | (cijela koalicija) | (cijela koalicija) | (samo HDSSB)             | (samo HDSSB) | (samo HDSSB)  |
| ------ | ------------- | ------------------ | ------------------ | ------------------------ | ------------ | ------------- |
| 2007.  |               | 44 552             | 1,80               | 3 / 153                  | 3            | Oporba        |
| 2011.  |               | 68 995             | 2,93               | 6 / 151                  | 3            | Oporba        |
| 2015.  |               | 30 443             | 1,37               | 2 / 151                  | ▼ 4          | Oporba        |
| 2016.  | HKS           | 23 573             | 1,24               | 1 / 151                  | ▼ 1          | Potpora vladi |
| 2020.  | HDZ-HSLS-HDS  | 621 008            | 37,26              | 1 / 151                  | ▬            | Potpora vladi |

| Izbori | Kandidat        | Prvi krug    | Prvi krug  | Drugi krug   | Drugi krug | Rezultat |
| Izbori | Kandidat        | Broj glasova | %          | Broj glasova | %          | Rezultat |
| ------ | --------------- | ------------ | ---------- | ------------ | ---------- | -------- |
| 2015.  | Milan Bandić    | 293 068      | 14,83 (2.) | 883 222      | 39,74 (2.) | Poraz    |
| 2015.  | Milan Kujundžić | 112 581      | 6,30 (4.)  |              |            | Poraz    |

| Izbori | U koaliciji s     | Broj birača        | %                  | Broj zastupnika u EP-u | Promjena     |
| Izbori | U koaliciji s     | (cijela koalicija) | (cijela koalicija) | (samo HDSSB)           | (samo HDSSB) |
| ------ | ----------------- | ------------------ | ------------------ | ---------------------- | ------------ |
| 2014.  | HDSSD             | 22 328             | 3,01               | 0 / 12                 | ▬            |
| 2014.  | Savez za Hrvatsku | 63 437             | 6,88               | 0 / 11                 | ▬            |

Izvor: DIP

## Ustrojstvo
HDSSB organizirana je u svih pet slavonskih županija te funkcionira na povjerenicima i povjerenstvima, koje imenuje predsjednik HDSSB-a. 
Središnja tijela su:
1. Sabor
2. Predsjednik
3. Izvršni odbor
4. Glavni odbor
5. Nadzorni odbor
6. Časni sud

U Stranci djeluju Odbori za različita područja života.

## Predsjednici
- Krešimir Bubalo (2006. – 2007.)
- Vladimir Šišljagić (2007. – 2014.)
- Dragan Vulin (2014. – 2017.)
- Branimir Glavaš (2017. –)

## Poveznice
- Županijska uprava Osječko-baranjske županije

## Vanjske poveznice
- http://www.hdssb.hr - službene stranice stranke HDSSB